# أرنو كلارسفيلد
أرنو كلارسفيلد، وُلد في 27 أغسطس 1965 في الدائرة 16 بباريس، هو محامٍ وشخصية إعلامية وسياسية فرنسية-إسرائيلية ومستشار دولة.
كما أنه قام بأداء مهام متنوعة بناءً على طلب الرئيس الفرنسي السابق نيكولا ساركوزي.

## السيرة الذاتية

### الأسرة والدراسة
أرنو كلارسفيلد هو الابن الأكبر لسيرج كلارسفيلد، المحامي والكاتب اليهودي الأشكنازي من أصل روماني، وبيات كلارسفيلد، الناشطة البروتستانتية المعادية للنازية من ألمانيا، وهي ابنة جندي سابق في الجيش الألماني.
أصبح الزوجان كلارسفيلد مشهورين بدورهما كـ "صيادي النازيين". وأطلقا على ابنهما اسم أرنو تيمنًا بجده الباترنال.
خلال طفولته، سافر مع والدته عدة مرات عبر أوروبا وقضى أشهر الصيف في مستوطنة كيبوتس في هضبة الجولان. كما قضى أوقاتًا في مخيمات عطلات مشتركة حيث كان أحد المشرفين عليه هو آلان جاكوبوفيتش، الذي أصبح فيما بعد رئيسًا لجمعية الدفاع عن الحقوق والحريات (Licra) من يناير 2010 حتى أكتوبر 2017.
أكمل دراسته الثانوية في مدارس جانسون دي سايي وكلود برنار في باريس، ثم درس في جامعتي بانثيون أساس وسوربون في باريس، حيث حصل على درجة الماجستير في القانون في جامعة نيويورك، أكمل دراسته وحصل على الماجستير في القانون الدولي.
في عام 2003، انتقل إلى إسرائيل حيث أكمل خدمته العسكرية ضمن وحدة حرس الحدود في الجيش الإسرائيلي.